# L'Incroyable Destin de Harold Crick
Pour les articles homonymes, voir Stranger than Fiction.
Pour plus de détails, voir Fiche technique et Distribution.
L'Incroyable Destin de Harold Crick ou Plus étrange que fiction au Québec (Stranger than Fiction) est une comédie fantastique de Marc Forster, sorti en 2006.

## Résumé

### Mise en place de l'intrigue
Inspecteur des impôts à Chicago, Harold Crick mène une vie banale et sans relief. Un matin pourtant normal, il entend une narratrice commenter tous ses faits et gestes. Cette voix, qu'il est seul à entendre, s'insinue dès lors dans son existence quotidienne. Pour Harold, dont les journées sont faites d'habitudes bien rodées, c'est une perturbation inédite ! De gênante, la situation va devenir cauchemardesque lorsque la voix féminine annonce sa mort prochaine. Harold va consulter une psychiatre, qui lui déclare sans ménagement qu'il est schizophrène.
Il contacte alors un professeur de littérature de l'université de Chicago afin qu'il l'aide à déterminer ce qu'il doit faire. D'abord dubitatif, l'homme établit une liste d'auteurs potentiels. Plus tard et par hasard, Harold découvre que la mystérieuse voix est celle de Karen Eiffel, une romancière écrivant un livre dont le héros est lui-même, Harold Crick. Karen prévoit de faire mourir son personnage sans savoir que ce dernier existe dans la vie réelle.

### Aventure amoureuse et réaction d’Harold face au projet de Karen Eiffel
Tout en vivant ces événements assez étranges, une trame secondaire est développée, celle d'une rencontre amoureuse entre Harold et une jeune femme, Ana, vendeuse de cookies, au tempérament anarchiste et franc. Harold est chargé de faire une vérification de ses revenus et de l'informer qu'un redressement fiscal est envisageable. Après deux rencontres au magasin de cookies, et une rencontre inopinée dans le bus, Harold va la voir un soir. Il comprend qu'il est tombé amoureux d'elle, et que lui-même ne laisse pas la jeune femme indifférente. Il prend l'initiative d'une quatrième rencontre, au cours de laquelle il avoue à Ana son amour pour elle. Elle l'invite à dîner chez elle. Plus tard dans la soirée, la jeune femme comprend qu'il ne fera pas le premier pas : Ana se jette dans ses bras. S'ensuit une nuit d'ivresse amoureuse.
Dès le lendemain, pour survivre, Harold, grâce aux fichiers informatiques de l'administration fiscale, découvre l'adresse et le numéro de téléphone de la romancière. Il contacte Karen Eiffel afin de l'informer de son existence réelle et la romancière accepte de le rencontrer.
Déjà dépressive et stressée, Karen Eiffel est déboussolée par ce qu'elle apprend et remet à Harold le manuscrit du roman. En lisant le livre de sa vie, Harold comprend malgré tout pourquoi il doit mourir : sa mort va servir à sauver la vie d'un enfant.

### Dénouement et fin du film
À la fin du film, Karen Eiffel modifie le dénouement de son récit. Harold ne meurt pas et est grièvement blessé dans l'accident au cours duquel il a sauvé la vie de l’enfant. Ana vient le voir à l'hôpital et ne l'en aime que plus.

## Fiche technique
- Titre original : Stranger than Fiction
- Titre québécois : Plus étrange que fiction
- Réalisateur : Marc Forster
- Producteur : Lindsay Doran
- Producteur exécutif : Joseph Drake, Nathan Kahane et Eric Kopeloff
- Scénariste : Zach Helm
- Budget : 38 000 000 $
- No de visa : 116788
- Format : couleur
- Format du son : Dolby SR, Dolby SR-DTS et SDDS
- Format de projection : 2.35 : 1 CinemaScope
- Format de production : 35 mm
- Durée : 113 minutes
- Tourné en : anglais
- Pays d'origine : États-Unis
- Production : Mandate Pictures
- Directeur de la photographie : Roberto Schaefer
- Compositeur : Brian Reitzell, et Britt Daniel
- Monteur : Matt Chesse
- Directeur artistique : Craig Jackson
- Chef décorateur : Kevin Thompson
- Décorateur : Ford Wheeler
- Costumier : Frank Fleming
- Superviseur des effets spéciaux : Kevin Tod Haug
- Directrice du casting : Francine Maisler
- Superviseur musical : Brian Reitzell
- Distribution : Sony Pictures Entertainment,  États-Unis et Gaumont Columbia Tristar Films,  France
- Attachés de presse : Anne Lara et Nicolas Weiss
- Dates de sortie[1] :  États-Unis : 10 novembre 2006,  France : 10 janvier 2007

## Distribution

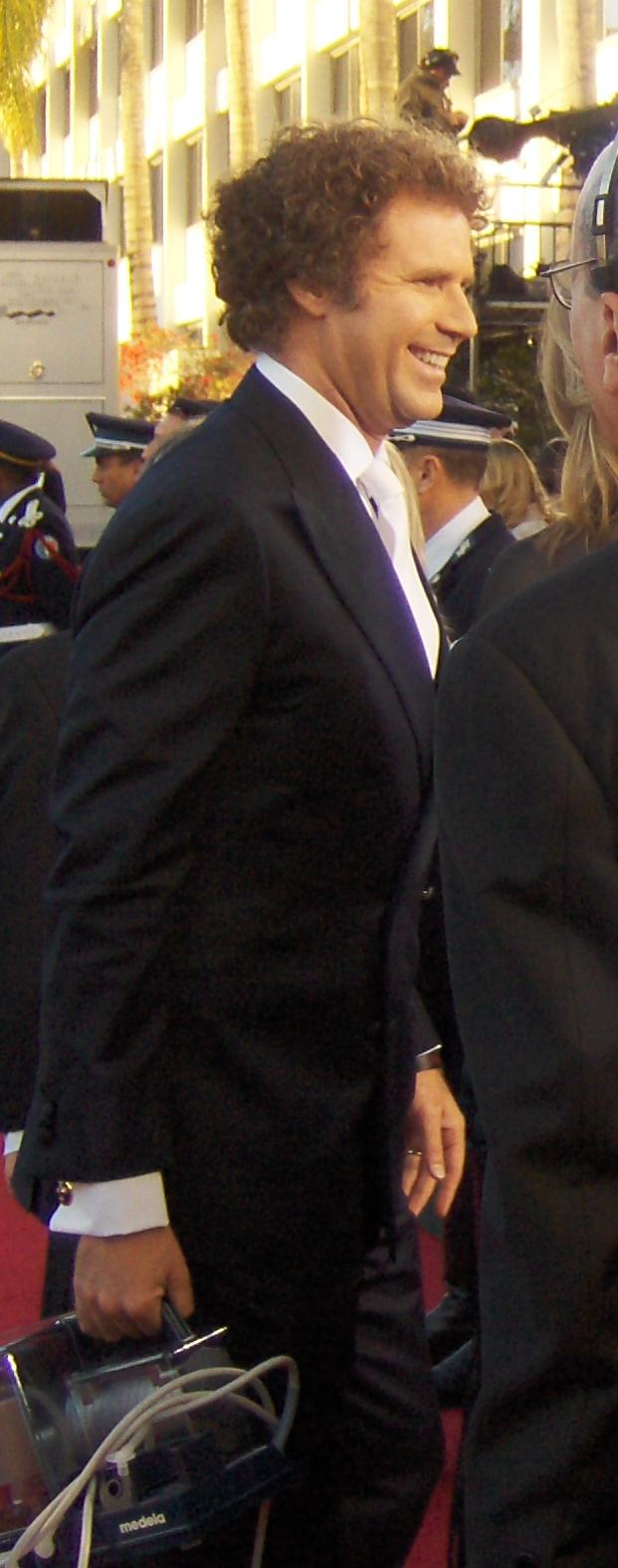
L'acteur principal Will Ferrell aux Golden Globes 2007, où il est nommé dans la catégorie Meilleur acteur dans une comédie ou un film musical pour sa performance.

- Will Ferrell (VF : Maurice Decoster) : Harold Crick
- Emma Thompson (VF : Frédérique Tirmont) : Karen Eiffel
- Maggie Gyllenhaal (VF : Edwige Lemoine) : Ana Pascal
- Dustin Hoffman (VF : Gérard Rinaldi) : le docteur Jules Hilbert
- Queen Latifah (VF : Maïk Darah) : Penny Escher
- Tony Hale (VF : Tanguy Goasdoué) : Dave
- Linda Hunt : le docteur Mittag-Leffler
- Tom Hulce : le docteur Cayley
- Andrew Rothenberg (VF : Stéphane Pouplard) : le docteur Mercator
- Denise Hughes : Carla
- William Dick : un collègue
- Guy Massey : un collègue
- Christian Stolte : le père d'un jeune garçon
- T. J. Jagodowski : un collègue
- Peter Grosz : un collègue
- Ricky Adams : un jeune garçon
- Tonray Ho : une collègue
- Danny Rhodes : un employé de la boulangerie
- Helen Young : une cliente
- Kristin Chenoweth : une présentatrice

## Autour du film

### Monde imaginaire
C'est la deuxième fois que le réalisateur Marc Forster s'attelle à la direction d'un film à la frontière de la réalité et de la fiction. Après Neverland, il se lance dans ce film :
« Dans cette histoire, j'ai aimé qu'au-delà de l'originalité de la situation du personnage principal, ce soit aussi une enquête amusante et profondément émouvante sur la façon dont nous construisons notre réalité. […] J'essaie toujours de faire des films qui ne soient pas de simples divertissements, qui apportent de l'émotion et vous inspirent. »

### Clins d'œil
Le scénariste Zach Helm a truffé son script de noms de mathématiciens et ingénieurs (connus ou pas)… En voici une petite liste :
- Crick
- Pascal
- Eiffel
- Escher
- Banneker
- Kronecker
- Cayley
- Hilbert

Le générique remercie Jacques Perrin, 
« who provided footage from the movie "Winged Migration" »
« pour avoir fourni des images du film Le Peuple migrateur »
.

## Box-office
| Date              | Recette      |
| ----------------- | ------------ |
| 10 au 12 novembre | 13 411 093 $ |
| 17 au 19 novembre | 6 605 797 $  |
| 24 au 26 novembre | 5 726 236 $  |
| 1er au 3 décembre | 3 356 324 $  |
| 8 au 10 décembre  | 1 425 717 $  |
| 15 au 17 décembre | 517 622 $    |

Ce film a ainsi cumulé 40 137 776 $ pour ce qui concerne les recettes aux États-Unis. Il est sorti le 10 janvier 2007 en France.